# Гайдамака Василь Васильович
Гайдамака Василь Васильович (10 жовтня 1935 року) — український поет, публіцист, громадський діяч, член Національної спілки журналістів України, член Всеукраїнської спілки письменників-мариністів.

## Біографія
10 жовтня 1935 року — народився в робітничій родині, в м. Херсоні.
Батько Василь Іванович (1914-1995) родом із козацької старшини запорізького козацтва Бериславського Коша, учасник Другої світової війни, командир кавалерійського ескадрону, бригадир комплексної бригади будівельників.
Мати Клавдія Володимирівна (1913-2000) — будівельник, бригадир вантажників Морського порту, штукатур.
Дружина Людмила Миколаївна (1938-2008) — учитель, за фахом хімік-біолог. 
Син Сергій (1960) — підполковник медичної служби в запасі, м. Нижній Новгород (Росія).
Дочка Оксана (1966) — педагогічний працівник, живе і працює в Херсоні.
До 1952 року Василь Васильович навчався в місцевій школі №2.
1956 рік — закінчив Одеське військово-морське училище, яке готувало медичних працівників для служби на підводних човнах. Лейтенант медичної служби.
1956 рік — служив на військово-морській базі Корсаков на Далекому Сході.
1965 рік — закінчив Державний фармацевтичний інститут у м. П’ятигорську, Ставропольського краю (Росія).
1973 рік — вчився на курсах у Ленінградській військово-медичній академії ім. С.М. Кірова.
1975 рік - закінчив університет марксизму-ленінізму, відділення журналістики, м. Хабаровськ (Росія).
1969-1981 — викладач, старший викладач Військово-морської кафедри державного медичного інституту м. Хабаровська.
1981 рік — звільнений із Військових Сил СРСР у запас за станом здоров’я (інвалідність III групи). Пенсіонер Міністерства оборони СРСР.
1984-1989 роки — начальник штабу цивільної оборони обласного аптечного управління. Херсон.
Із 1989 року — голова ветеранів аптечних працівників. Херсон.
Із 2001 року — Почесний магістр Української військово-медичної академії.
В 2002 році — Кошовий отаман Козацько-морського об’єднання. Херсон.
Із 2007 року — член Національної спілки журналістів України.
Із 2009 року — член Всеукраїнської спілки письменників-мариністів.
Із 2017 року - Почесний громадянин міста Херсона.